# Microgonia occiduata
Microgonia occiduata är en fjärilsart som beskrevs av Achille Guenée 1858. Microgonia occiduata ingår i släktet Microgonia och familjen mätare. Inga underarter finns listade i Catalogue of Life.